# Pierre Capretz
Pierre Jean Capretz (Mazamet, 30 de enero de 1925-Aix-en-Provence, 1 de abril de 2014) fue un educador y escritor, conocido por sus métodos audiovisuales para la enseñanza del francés.
Se graduó en la Universidad de París; comenzó a enseñar francés en 1949 en la Universidad de Florida y se unió a la facultad de la Universidad de Yale en 1956, llegando a ser director del laboratorio de idiomas y luego director del Desarrollo del Estudio de Idiomas. Fue más conocido como el creador y anfitrión de la serie de televisión de PBS, French in Action. Recibió un doctorado honorario en Letras de la Universidad Middlebury en agosto de 1993. Murió en 2014 a la edad de 89 años.

## Lista de los títulos recibidos
- Doctorado, Universidad de París, 1950
- Licenciado en Derecho, Universidad de París, 1947
- Doctor en Letras, Honoris Causa, Universidad de Middlebury, 1993